# Ніл Пірт
Ніл Пірт (англ. Neil Peart, /pɪərt/; нар. 12 вересня 1952, Гамільтон (Онтаріо) — 7 січня, 2020, Санта-Моніка, Лос-Анджелес, США) — канадський музикант, барабанщик-віртуоз, автор пісень, письменник. Володар численних музичних нагород. Був незмінним барабанщиком канадського рок-гурту Rush, у якому почав грати з 1974 року. Один із найкращих барабанщиків в історії рок-музикиː в 1983 за результатами голосування читачів був включений в Зал слави журналу Modern Drummer, тим самим ставши наймолодшим барабанщиком з коли-небудь вшанованих цією нагородою, також входить в список «100 великих барабанщиків всіх часів». У журналі Rolling Stone зайняв 4-те місце, а також потрапив до списку 50 найкращих барабанщиків у журналі Classic Rock. Через свою майстерність, вибагливість та витривалість шанувальники прозвали його «Професором».  

## Життєпис

### Дитинство і юність
Ніл Пірт народився 12 вересня 1952 року в місті Гамільтон, Канада в сім'ї Глена та Бетті Піртів. Ранні роки провів на сімейній фермі в Гаґерсвілі, Онтаріо. Ніл був першим з чотирьох дітей, його брат Денні та сестри Джуді та Ненсі народилися після того, як сім'я переїхала до Сент-Кетерінз, коли Пірту було два роки. У цей час його батько став менеджером запчастин у Dalziel Equipment, міжнародному дилері сільськогосподарської техніки Harvester. У 1956 році сім'я переїхала до району міста Порт-Делузі. Пірт відвідував школу Грейсфілд, а згодом середню школу в Лейкпорті, і описував своє дитинство як «щасливе», кажучи, що він жив тепле сімейне життя. З юного віку він зацікавився музикою і придбав транзисторне радіо, яке він використовував для налаштування на станції поп-музики, що транслювались з Торонто, Гамільтона, Велланда та Буффало. 
Його перший досвід музичного навчання відбувся у формі уроків фортепіано, які, втім, «не сильно вплинули на мене», про що він згодом сказав у своєму навчальному відео A Work in Progress. Він мав схильність барабанити паличками для їжі по різних предметах в домі, тож на його тринадцятий день народження батьки придбали йому пару барабанних паличок, тренувальний барабан та кілька уроків з обіцянкою, що якщо він не полишить цього протягом року, то вони придбають йому ударну установку. 
Батьки придбали йому ударну установку на чотирнадцятий день народження і він почав брати уроки у Дона Джорджа в музичній консерваторії Пенінсьюла. Його сценічний дебют відбувся цього ж року на різдвяних змаганнях школи в залі англіканської церкви Сент-Джонс у Порт-Делузі. Наступна його поява – у середній школі Лейкпорта з першою групою "Вічний трикутник". Цей виступ містив оригінальний номер під назвою "LSD Forever". На цьому шоу він виконав своє перше соло. 
Пірт влаштувався на роботу в Лейксайд Парк, в Порт-Делузі на березі озера Онтаріо, що згодом надихнуло його до написання пісні «Lakeside Park» на альбомі Rush Caress of Steel. До пізнього підліткового віку Ніл грав у місцевих групах, таких як Mumblin' Sumpthin' та "Majority". Ці колективи практикувались у підвалах кімнат відпочинку та гаражах, грали в церковних залах, середніх школах та на ковзанках у містах на півдні Онтаріо, таких як Мітчелл, Сіфорт та Ельміра. Вони також грали в місті Тіммінс на півночі Онтаріо. По вечорах вівторків вони влаштовували джем-сесії в Ніагарському театральному центрі. 

### Рання діяльність
У вісімнадцять років, намагаючись досягти успіху як ударник у Канаді, Пірт поїхав до Лондона, сподіваючись продовжити свою кар'єру професійного музиканта. Незважаючи на те, що він грав у кількох колективах і зголошувався на випадкові сесійні роботи, він був змушений утримувати себе, продаючи ювелірні вироби в магазині під назвою The Great Frog на Карнабі Стріт.
Перебуваючи в Лондоні, він познайомився з працями письменниці та об'єктивістки Айн Ренд. Твори Ренд мали значний філософський вплив на Пірта, оскільки він знайшов надихаючими багато її праць про індивідуалізм та об'єктивізм. Посилання на філософію Ренда можна знайти в його ранніх текстах, зокрема «Anthem», «Fly by Night» і «2112».
Через вісімнадцять місяців Пірт розчарувався через відсутність прогресу в музичному бізнесі. Він полишив своє прагнення стати професійним музикантом і повернувся до Канади. Повернувшись до Сент-Кетерінс, він працював у свого батька, продаючи запчастини до тракторів в Dalziel Equipment.

### Приєднання до Rush
Після повернення до Канади Пірт був запрошений для гри на барабанах до гурту з Сент-Кетерінс, відомого як J R Flood, який грав у барах Південного Онтаріо. Незабаром спільні знайомі переконали Пірта взяти участь у прослуховуванні торонтської групи «Rush», яка шукала заміну оригінальному ударнику Джону Ратсі. Гедді Лі та Алекс Лайфсон керували прослуховуванням. Майбутні колеги по групі описують його приїзд того дня як дещо ексцентричний, оскільки він приїхав у шортах, керуючи побитим старим Ford Pinto, а його барабани зберігалися у сміттєвих баках. Пірт вважав, що все прослуховування було цілковитою катастрофою. У той час як Лі та Пірт досягли порозуміння на особистому рівні (обидва мали однакові смаки в книгах та музиці), Алекс Лайфсон мав більш стримані враження щодо Пірта.
Після певної дискусії між Лі та Лайфсоном, Пірт офіційно приєднався до групи 29 липня 1974 року, за два тижні до першого американського туру групи. Пірт придбав установку Slingerland, на якій він відіграв свій перший концерті з групою. Дебют відбувся 14 серпня 1974, коли Rush відкривали концерт Uriah Heep і Manfred Mann's Earth Band перед більш ніж 11000 глядачами на Сівік Арена в Піттсбурзі.
Незабаром Пірт отримав нову для себе роль, також ставши основним автором пісень групи. До того, як приєднатися до Rush, він написав декілька пісень і згодом лірика Пірта стала такою ж видатною, як і його музика. Група доклала всіх зусиль, щоб заявити про себе і Пірт, разом з рештою групи, розпочав гастролі.
Його перший з групою студійний запис «Fly by Night» (1975) був цілком успішним, він здобув премію Juno за найперспективніший новий запис. Але наступний проєкт «Caress of Steel», на який група покладала великі надії, був зустрінутий неприязно як серед фанів, так і серед критиків. У відповідь на таку негативну реакцію, більшою частиною спрямованою на епічну композицію «The Fountain of Lamneth», Пірт відповів записом двадцятихвилинного шедевру «2112» на наступному однойменному альбомі 1976 року. Цей альбом, незважаючи на байдуже ставлення компанії звукозапису, став їх проривом і здобув визнання в США. Турне на підтримку альбому завершилося триденним виступом в Massey Hall у Торонто. На цій сцені Пірт мріяв виступити ще з часів своєї гри в барах Південного Онтаріо, а Гедді Лі представив його як «Професора на ударних».
Пірт повернувся до Англії в рамках північноєвропейського турне Rush і група залишилася у Великій Британії, щоб записати наступний альбом 1977 року «Farewell to Kings» в Rockfield Studios в Уельсі. Вони повернулися в Рокфілд у 1978 році, щоб записати наступний запис «Hemispheres», матеріал до якого був повністю написаний в студії. Запис п'яти студійних альбомів за чотири роки разом із 300 концертами на рік переконав групу в подальшому застосувати інший підхід. Пірт описав свій час у групі на той момент як «темний тунель».

### Переосмислення стилю гри
У 1991 році донька Бадді Річа Кеті Річ запросила Ніла Пірта зіграти на концерті пам'яті Бадді Річа в Нью-Йорку. Пірт прийняв запрошення і вперше виступив з Buddy Rich Big Band. Пірт зауважив, що мав замало часу для репетиції, і зазначив, що йому було ніяково, коли група зіграла інше аранжування пісні, ніж те, яке він вчив. Відчуваючи, що його виступ залишив бажати кращого, Пірт вирішив спродюсувати і зіграти два триб'ют-альбоми Бадді Річа під назвою Burning for Buddy: A Tribute to the Music of Buddy Rich в 1994 і 1997 роках, щоб повернути собі самовпевненість.
Продюсуючи перший триб'ют-альбом Бадді Річа, Пірт був вражений надзвичайним покращенням гри у екс-ударника гурту Journey Стіва Сміта і попросив його розкрити «секрет». Сміт відповів, що навчався гри у Фредді Грубера.
На початку 2007 року Пірт і Кеті Річ знову розпочали обговорення чергового концерту триб'ютів Бадді Річа. За рекомендацією басиста Джеффа Берліна Пірт вирішив ще раз підсилити свій свінговий стиль уроками барабану, цього разу під керівництвом іншого вихованця Фредді Грубера, Пітера Ерскіна, безпосереднього викладача Стіва Сміта. 18 жовтня 2008 року Пірт знову виступив на концерті пам’яті Бадді Річа в нью-йоркському бальному залі «Гамерштайн». Згодом, концерт вийшов на DVD.

### Сімейні трагедії та відновлення
10 серпня 1997 року, незабаром після завершення туру «Test for Echo», перша донька Пірта (на той час його єдина дитина) 19-річна Селена Тейлор загинула в автомобільній аварії на шосе 401 поблизу міста Брайтона, Онтаріо. Його цивільна дружина Жаклін Тейлор, з якою Пірт прожив у злагоді двадцять три роки, померла від раку через 10 місяців після трагедії: 20 червня 1998 року. Пірт пояснював її смерть наслідком «розбитого серця» і назвав це «повільним самогубством через апатію. Їй просто було байдуже».
У своїй книзі Ghost Rider: Подорожі дорогою зцілення Пірт писав, що на похоронах Селени сказав своїм колегам по групі: «вважайте мене звільненим». Пірт провів довгий відпочинок у жалобі і міркуваннях, він багато подорожував Північною та Центральною Америкою на своєму мотоциклі, подолавши 88000 км. Після своєї подорожі Пірт вирішив повернутися до групи. Пірт написав книгу як хроніку своєї географічної та емоційної подорожі.
Пірт був представлений фотографині Керрі Натталл у Лос-Анджелесі давнім фотографом Rush Ендрю МакНогтаном. Вони одружилися 9 вересня 2000 року. На початку 2001 року Пірт оголосив товаришам по групі, що готовий повернутися до запису та виступів. Результатом повернення групи став альбом Vapor Trails 2002 року. На початку наступного туру на підтримку альбому серед учасників групи було вирішено, що Пірт не братиме участі у щоденних інтерв'ю для преси, а також у «зустрічах та привітаннях» після прибуття в нове місто, які, як правило, забирають більшість часу в щоденному графіку гастрольного гурту. Пірт завжди уникав таких видів особистих зустрічей і було вирішено, що піддавати його довгому потоку питань про трагічні події в його житті не потрібно.
Після виходу Vapor Trails та його возз'єднання з колегами по групі Пірт повернувся до повноцінної роботи музиканта. У червні на вебсайті Пірта з’явилася новина із заголовком «Під морським шаром», в якій він заявив, що вони з Наттелл чекають на первістка. Пізніше того ж року народилася Олівія Луїза Пірт.
У середині 2010-х Пірт отримав громадянство США.

### Завершення музичної кар'єри
В грудні 2015 року в інтерв’ю Ніл Пірт оголосив про припинення своєї музичної діяльності:
Пірт страждав на хронічний тендиніт і проблеми з плечима. У січні 2018 року Алекс Лайфсон підтвердив, що історія Rush «великою мірою завершена». Пірт і його колишні колеги по групі залишилися добрими друзями.

### Смерть
Ніл Пірт помер від гліобластоми, агресивної форми раку мозку, 7 січня 2020 року в Санта-Моніці, штат Каліфорнія. Діагноз було поставлено за три з половиною роки до того, а таємниця хвороби ретельно охоронялася найближчим оточенням Пірта до самої смерті. Про це його сім'я заявила 10 січня.

З офіційного сайту Rush:
Із розбитими серцями і з найглибшим сумом ми мусимо поділитися страшною новиною про те, що у вівторок наш друг, брат по душі та товариш по групі протягом більш ніж 45 років, Ніл, програв свою неймовірно хоробру три з половиноюрічну боротьбу з раком мозку (Гліобластома). Ми просимо, щоб друзі, шанувальники та засоби масової інформації поставитися з розумінням до потреби сім'ї у приватності та спокої в цей надзвичайно болючий та складний час. Бажаючі висловити співчуття можуть обрати дослідницьку групу або благодійну організацію на власний вибір та зробити пожертву в ім'я Ніла. 

## Музична творчість

### Стиль та вплив
Перкусійна майстерність і техніка Пірта була добре оцінена шанувальниками, колегами-музикантами та музичними журналістами. Щодо музикантів, які вплинули на стиль гри Пірта, то їх перелік є досить еклектичним – від Піта Томаса, Джона Бонема, Майкла Джайлза, Джинджера Бейкера, Філа Коллінза, Кріса Шаррока, Стіва Гадда, Стюарта Коупленда, Майкла Шріва та Кіта Муна, закінчуючи ф’южн та джазовими ударниками Біллі Кобема, Бадді Річа, Білла Бруфорда та Джина Крупи. The Who була першою групою, яка надихнула його писати пісні та грати на барабанах. Пірт відрізнявся тим, що часто грав «комелем назовні» (butt-end out), перевертаючи барабанну паличку для сильнішого удару та збільшення ємності рімшота. «Коли я починав, - казав Пірт, - то якщо я ламав кінчики паличок, я не міг дозволити собі купити нові, тому я просто перевертав їх і використовував інший кінець. Я звик до цього і продовжую використовувати товстіший кінець легких паличок – це дає сильніший удар, але з меншою «непід’ємною вагою», яка відкидається в усі боки».
Пірт довгий час грав симетричним хватом (коли обидві палички тримають однаково), але перейшов до традиційного при переосмисленні стилю гри в середині 90-х навчаючись у джазового вчителя Фредді Грубера. Він грав традиційним хватом протягом усього свого першого навчального DVD A Work in Progress та на студійному альбомі Rush Test for Echo. Пірт повернувся до використання симетричного хвату, хоча періодично він продовжував переходити на традиційні, коли виконував пісні з Test for Echo і в моменти, коли традиційний хват вважався більш доречним, наприклад, під час рудиментарної партії на малому барабані його барабанного соло. Він пояснив деталі цих змін стилю у DVD Anatomy of a Drum Solo.

Variety писав: 
«Славнозвісний Пірт, якого вважають одним з найбільш винахідливих барабанщиків в історії року, прославився своїми ударними установками – витворами мистецтва, що складаються з 40 різних барабанів (і це ще норма), а також точним стилем гри та видовищністю».
Журналісти USA Today із захопленням порівнювали його з іншими топ-барабанщиками. Його «вважали одним із найкращих рок-барабанщиків усіх часів, поряд з Джоном Бонемом з Led Zeppelin; Рінго Старром із Бітлз; Кітом Муном з The Who; Джинджером Бейкером з Cream та Стюарт Коупленд з The Police. Пірта «відомого своєю технічною майстерністю» 1983 року ввели у Зал слави сучасних барабанщиків.
Музична критикиня Аманда Петрусіч у The New Yorker писала: «Спостерігаючи, як Пірт грає на барабанах, складалося враження, що він має кілька фантомних кінцівок. Звук був нещадним».